# Közép-jakut-alföld
A Közép-jakut-alföld vagy Közép-jakut-síkság (oroszul Центрально-Якутская равнина [Centralno-jakutszkaja ravnyina] vagy Центральноякутская низменность [Centralnojakutszkaja nyizmennoszty], régebben Viljuj-alföld) tájegység Oroszország ázsiai részén, Közép-Szibériában. Közigazgatási szempontból Jakutföldhöz tartozik. 

## Elhelyezkedése
Nagyjából a Közép-szibériai-fennsík és a Léna középső (és részben alsó) folyása által közrezárt területet, a Léna és mellékfolyója, a Viljuj alsó folyásának medencéjét foglalja el. 
A nyugatabbra fekvő Viljuj-felföld felé fokozatosan emelkedik, délen a Léna-felfölddel érintkezik. Keleten a Léna képezi a határt, illetve átterjed annak mellékfolyója, az Aldan alsó folyására is, északon pedig hosszan nyúlik fel a Léna völgye mentén.

## Földrajzi jellemzői
Felszíne keleten lapos, mocsaras síkság, délen és nyugaton széles folyóvölgyekkel tagolt, lapos  dombságok jellemzik. Tengerszint feletti magassága 20 m-től (a Léna völgyében) a déli és a nyugati peremvidéken 300–400 m-ig terjed. Északi és középső tájain futóhomokkal borított részek, homokdűnék fordulnak elő. 
Az alföldet óidei és középidei üledékes kőzetek (homokkő, agyag, mészkő) építik fel, melyeket folyóvízi és tavi negyedidőszaki üledékek fednek. Ásványkincsei közül legértékesebb a gyémánt (a Márha vízgyűjtő területén), a szén (a lénai szénmező egy része) és a földgáz (a Viljuj mentén). 

### Éghajlat, növényzet
Legnagyobb része az északi sarkkörtől délre fekszik, ennek ellenére éghajlata különösen hideg, száraz, kontinentális. Egész Közép-Szibériában itt (az Alsó-Viljuj és az Alsó-Aldan vidékén) a legkevesebb a csapadék, éves szinten legfeljebb 300 mm; ugyanakkor jóval nagyobb a párolgás, mint az északi területeken. A januári középhőmérséklet –35-45 °C, a minimum –60-65 °C; a júliusi középhőmérséklet általában 17 °C, de forró nyarakon előfordult maximum 38–41 °C is. 
A felszínt vörösfenyőből álló tajga fedi, melyet nyírfaerdők vagy nyírfacserjék kisebb foltjai élénkítenek. Nagy területeket borít síkláp, mocsár, a Léna és a Viljuj homokos teraszain pedig gyakran sztyepnövényzet tenyészik.

## Örökfagy
Egész területét állandóan fagyott föld uralja. A rövid nyár és télen a vékony hótakaró is hozzájárul ahhoz, hogy az állandóan fagyott talaj átlagos vastagsága néhány száz méter, akárcsak az északi területeken. Egész Szibériában itt van a folytonos vagy összefüggő örökfagy övének legdélibb határa (a Viljuj torkolatvidéke alatt).

## Vízhálózat

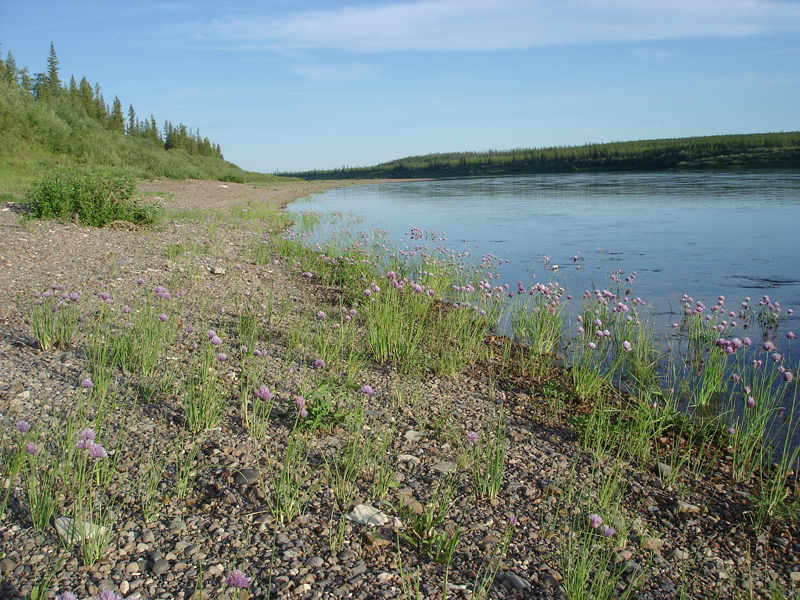
Márha, a Viljuj mellékfolyója

Területét sűrű folyóhálózat szövi át, felszínét nagyon sok apró tó borítja. Az alföldet átszelő legnagyobb folyók:
- Viljuj. A völgyében épült sok település közül kiemelkedik két város: Nyurba és Viljujszk
- a Viljuj bal oldali mellékfolyói: a Márha, az Igiatta, a Tyukjan és a Tyung
- a Léna bal oldali mellékfolyói közül a Muna (alsó folyása) és a Linde.

Legnagyobb állóvize a Viljujtól délre elterülő Nyidzsili (oroszul Ниджи́ли, Неджели, jakut nyelven Нидьили). A 33,5 km hosszú, 6 km széles tó víztükrének területe 119 km², közepes mélysége 3 m. A kisebb folyók és tavak hosszabb-rövid időre fenékig befagynak.